# Lal Gopalganj Nindaura
Lal Gopalganj Nindaura is een nagar panchayat (plaats) in het district Prayagraj van de Indiase staat Uttar Pradesh.

## Demografie
Volgens de Indiase volkstelling van 2001 wonen er 22.739 mensen in Lal Gopalganj Nindaura, waarvan 53% mannelijk en 47% vrouwelijk is. De plaats heeft een alfabetiseringsgraad van 50%.